# Stammhauskirche Kaiserswerth

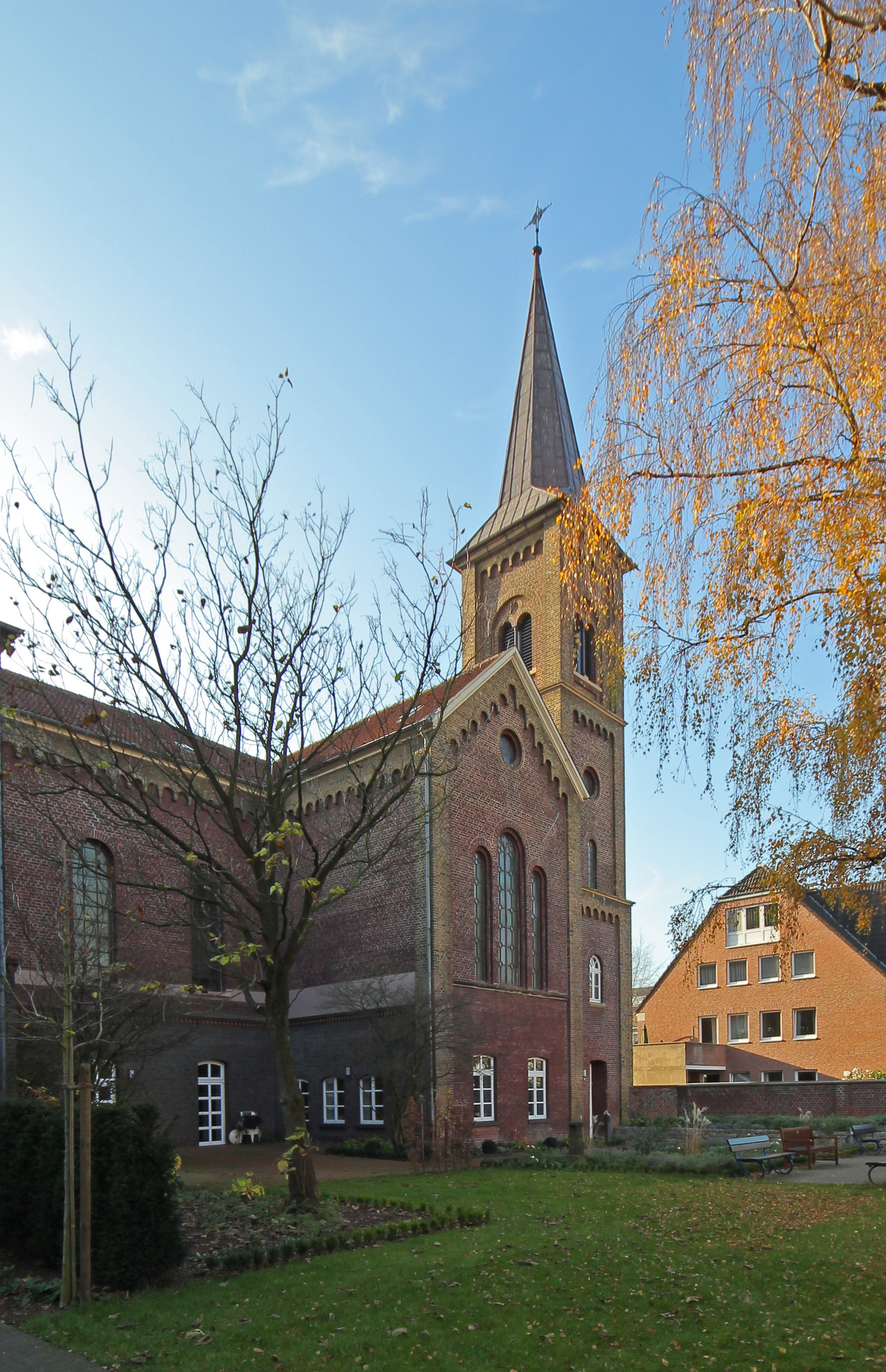
Stammhauskirche

Die Stammhauskirche ist eine evangelische Kirche im Düsseldorfer Stadtteil Kaiserswerth. Sie ist Bestandteil der Kaiserswerther Diakonie.
Die Stammhauskirche wurde 1843 im neuromanischen Stil errichtet. Ihr Name rührt vom Stammhaus des Fabrikanten Petersons her, das Theodor Fliedner im Jahr 1836 aufkaufte, um darin die Kaiserswerther Diakonie aufzubauen. Turm und Glocken kamen erst 1854 hinzu. Die Glocken waren vom preußischen Königshaus gespendet worden. 1927 musste die Kirche generalrenoviert werden. Die Restaurierung konnte erst 1950 abgeschlossen werden, zwischenzeitlich waren Kriegsschäden hinzugekommen.

## Orgel
Die Orgel wurde 1975 von der Orgelbaufirma von Beckerath (Hamburg) erbaut. Das rein mechanische Instrument hat 14 Register auf zwei Manualen und Pedal.
| I Hauptwerk C–g3 |               |    |
| 1.               | Rohrflöte     | 8′ |
| 2.               | Prinzipal     | 4′ |
| 3.               | Waldflöte     | 2′ |
| 4.               | Mixtur III–IV | 1′ |
| 5.               | Cromorne      | 8′ |

| II Brustwerk C–g3 |             |        |
| 6.                | Holzgedackt | 8′     |
| 7.                | Rohrflöte   | 4′     |
| 8.                | Quintflöte  | 2 ⁄3′  |
| 9.                | Prinzipal   | 2′     |
| 10.               | Terz        | 1 3⁄5′ |
| 11.               | Quinte      | 1 ⁄3′  |
|                   | Tremulant   |        |

| Pedal C–f1 |          |     |
| 12.        | Subbaß   | 16′ |
| 13.        | Offenbaß | 8′  |
| 14.        | Flöte    | 4′  |

- Koppeln: II/I; I/P; II/P

Die Kirche ist in das Diakoniegelände eingegliedert. Neben der Stammhauskirche gehörte auch eine Mutterhauskirche zur Kaiserswerther Diakonie.